# Jamajka na Letních olympijských hrách 2004
Jamajka se účastnila Letní olympiády 2004. Zastupovalo ji 47 sportovců (22 mužů a 25 žen) v 4 sportech.

## Medailisté
| Medaile | Jméno | Sport    | Soutěž                     |
| ------- | --- | -------- | -------------------------- |
| Zlato   | Veronica Campbellová                                                                                      | Atletika | Ženy 200 m                 |
| Zlato   | Tayna Lawrenceová Sherone Simpsonová Aleen Baileyová Veronica Campbellová Beverly McDonaldová (v rozběhu) | Atletika | Ženy štafeta 4 × 100 m     |
| Stříbro | Danny McFarlane                                                                                           | Atletika | Muži běh na 400 m překážek |
| Bronz   | Veronica Campbellová                                                                                      | Atletika | Ženy 100 m                 |
| Bronz   | Novlene Williamsová Michelle Burgherová Nadia Davyová Sandie Richardsová Ronetta Smithová (v rozběhu)     | Atletika | Ženy štafeta 4 × 400 m     |